# 丁朝雄
丁朝雄（ていちょうゆう）は中国清朝の武官。本籍は江蘇省。1791年（乾隆56年）に奎林の後任として台湾鎮総兵に就任した。台湾鎮総兵は清朝統治時代、台湾道の監督を受けた、台湾地区の最高軍事指揮官である。